# Zottiger Getreidekäfer
Der Zottige Getreidekäfer (Anisoplia villosa) ist ein Käfer aus der Familie Scarabaeidae, Unterfamilie Rutelinae.

## Etymologie
Der Name der Gattung Anisoplia ist aus altgr. άνισος, ánisos, „ungleich“ und ὁπλή, hoplē „Klaue“ abgeleitet. Er besagt, dass die Klauenpaare am Ende der Beine aus zwei ungleichen Klauen bestehen, was bei Insekten eine große Ausnahme darstellt. Der Artname villosa (lat. villōsus, a, um) bedeutet „zottig“ und bezieht sich auf die lange Behaarung. Bei Reitter heißt die Art noch Anisoplia agricola.

## Merkmale des Käfers
Der Käfer erreicht eine Länge von zehn bis zwölf Millimetern.
Wegen der stark variierenden Färbung bei der beschriebenen und verwandten Arten ist die Farbe für die Bestimmung nur sehr bedingt heranzuziehen. Mit Ausnahme der Flügeldecken ist der Käfer schwarz mit oder ohne Metallglanz. Kopf, Halsschild und Flügeldecken sowie die Schenkel sind lang und hell behaart. Die Behaarung kann jedoch abgerieben werden.
Der Kopfschild ist nach vorn rüsselartig verlängert, vor der Spitze eingeschnürt und die breite Spitze auffallend aufgebogen. Die Mundwerkzeuge sind von oben nicht sichtbar. Der Kopf ist runzelig punktiert und dicht abstehend behaart. Der Scheitel weist eine Längsrinne auf.
Die Fühler sind wie bei allen Arten der Unterfamilie neungliedrig mit dreigliedrigem spreizbarem Fächer.
Der Halsschild ist am Hinterrand nur wenig schmäler als die Basis der Flügeldecken. Vorn verengt er sich abgerundet und ist am Vorderrand etwas breiter als der Kopf. Er ist dicht und kräftig punktiert, die Punkte sind nicht einheitlich. Die Behaarung ähnelt der Behaarung der Flügeldecken. Der Vorderrand des Halsschildes ist häutig gesäumt.
Die Flügeldecken sind hinten gemeinsam halbkreisförmig abgerundet und am Außenrand häutig gesäumt. Bei den Männchen sind sie gewöhnlich rotbraun mit leichter Schwärzung an Schultern und um das Schildchen. Bei den Weibchen sind die Flügeldecken strohfarben mit schwarzer, markanter und sehr variabler Zeichnung. Mulsant beschrieb auf Grund der Flügeldeckenzeichnung für die Weibchen acht verschiedene Varianten. Im typischen Fall sind mindestens die Flügeldeckennaht, die Schultern und ein rechteckiges Gebiet um das Schildchen herum dunkel. Die Flügeldecken sind überall sehr lang, aber nicht dicht behaart, und ohne Borstenhaare am Flügeldeckenrand. Die Flügeldecken weisen Punktstreifen auf, auch die Intervalle sind punktiert, außerdem teilweise gerunzelt. Das Schildchen ist groß, schwarz und halbkreisförmig.
Das Pygidium ist dicht und raspelartig punktiert.
Die Vorderhüften sind walzenförmig und weitgehend in die geschlossenen Hüfthöhlen eingesenkt. Die Mittelhüften stehen etwa orthogonal zur Körperachse. Die Vorderschienen sind als Teile eines Grabbeines außen gezähnt, gegenüber dem zweiten Zahn tragen sie einen beweglichen Enddorn. Die Mittel- und Hinterschienen haben am Ende zwei nahe beieinander stehende Dorne. Die Tarsen sind alle fünfgliedrig, die ersten vier etwa gleich kurz, zusammen etwa so lang wie das Klauenglied ohne Krallen. Die Krallen sind ungleich lang, die äußere Kralle ist stärker ausgebildet als die innere. Bei den Vordertarsen der Männchen ist sie deutlich kürzer als das restliche Klauenglied, zugespitzt und am Ende abgestutzt.

## Biologie
Man findet den Käfer an den Ähren von Getreide und anderen Gräsern während deren Blütezeit. Sie fressen die Staubbeutel. Nachts verkriechen sie sich in den Boden. Die Larven bevorzugen sandige Böden und ernähren sich von den Graswurzeln. In südlichen Ländern können sie vor allem in Weizenfeldern schädlich werden. Adulte Tiere sind von Mai bis August anzutreffen.

## Verbreitung
Das Zentrum des Verbreitungsgebietes der Art liegt im südlichen Westeuropa, in Mitteleuropa ist das Vorkommen auf xerotherme Hänge mit lockerem und sandigem Boden beschränkt. Die Art ist von der Iberischen Halbinsel, Süd- und Mittelfrankreich, dem südlichen Mitteleuropa, Deutschland, Österreich, Schweiz, sowie Holland, Polen, Tschechien, der Slowakei und Rumänien bekannt. In Deutschland liegen die Fundorte im Südwesten, in den Flusstälern von Mittelrhein, Nahe, Main und Regnitz. Ältere Angaben aus nördlicher und östlicher gelegenen Gebieten sind auf die Schwesterart Anisoplia erichsoni zu beziehen, die früher nicht unterschieden wurde. Die Art ist in Deutschland überall selten, in Bayern vom Aussterben bedroht.

## Taxonomie und Systematik
Die Gattung Anisoplia umfasst 54 Arten (Stand: 2007), sie ist eurasisch verbreitet, mit Verbreitungszentrum im östlichen Mittelmeerraum und im Kaukasus. Anisoplia villosa wird, von den drei Untergattungen, der Untergattung Anisoplia s. str. zugeordnet, die 47 Arten umfasst. Alle Arten sind tagaktiv an Gräsern, mit Larven, die an Graswurzeln fressen.  Die Art gehört zu einer Gruppe ähnlicher Arten, der villosa-Artengruppe. Diese umfasst in Mitteleuropa noch eine zweite, sehr ähnliche Art, Anisoplia erichsoni. Weitere Arten der Artengruppe leben in Südeuropa und dem Kaukasus.